# Lars Söderbom
Lars-Gunnar Julius Söderbom, född 25 maj 1934 i Nödinge församling i dåvarande Älvsborgs län, död 24 oktober 2020 i Tomelilla, var en svensk fotograf.

## Biografi
Lars Söderbom levererade sin första bild till Göteborgs-Posten vid 15 års ålder och kom att verka vid tidningen under ett halvsekel. Efter 35 år som pressfotograf blev han kombinerad bildredaktör och fotograf fram till pensioneringen, varefter han fortsatte fotografera för tidningen som frilans under tio år. Han har också gett ut böcker tillsammans med bland andra Stellan Andersson, Kerstin Lychou, Viveca Lärn och Anders Franck. Han har haft fotoutställningar på orter som Ystad och Eksjö.
Söderbom är sonson till Julius Söderbom. Han var 1964–1970 gift med journalisten, sedermera författaren Viveca Lärn (född 1944) och 1970–1993 med journalisten Ulla O’Barius (född 1946). På 1990-talet blev han sambo med Tonnie Boman (född 1945).